# The Wonder Stuff
The Wonder Stuff is een Britse rockband, die in 1986 werd opgericht in Stourbridge. De eerste bezetting van de band bracht vier albums en bijna 20 singles en ep's uit, met veel hitparade- en livesucces in het Verenigd Koninkrijk. De band is sinds 2000 blijven toeren en opnemen.
De band ging uit elkaar met een afscheidsoptreden als headliners van het Phoenix Festival in 1994, maar werd in 2000 opnieuw geformeerd en heeft sindsdien getoerd en opgenomen, met Hunt als het belangrijkste lid van alle bezettingen.
Bekend om hun aanstekelijke liedjes en Hunts scherpe teksten, evolueerde het geluid van de band van gitaarpop naar sampling en elementen van folk en country. De band - en Hunt in het bijzonder - waren favorieten van de Britse muziekpers en werden vaak geassocieerd met andere Black Country-acts Ned's Atomic Dustbin en Pop Will Eat Itself, met wie ze gedurende hun hele carrière hebben getoerd.
De band scoorde een Britse nummer 1-single, hun publicatie van Dizzy met komiek Vic Reeves, 17 top-20 single hits, en drie top-10 albums in het Verenigd Koninkrijk. De band toerde ook internationaal en behaalde enig succes in de Verenigde Staten, waar ze zes nummers in de Billboard Alternative Songs Chart hadden.

## Bezetting
Huidige leden
- Miles Hunt
- Mark Thwaite
- Erica Nockalls
- Pete Howard
- Malc Treece

Voormalige leden
- Rob "The Bass Thing" Jones
- Martin Gilks
- Paul Clifford
- Martin Bell
- Stuart Quinell
- Andres Karu

(vervolg)
- Sam Higgins
- Fuzz Townshend
- Stevie Wyatt
- Dan Donnelly
- Tony Arthy
- Mark McCarthy

## Geschiedenis

### Oorsprong en The Eight Legged Groove Machine (1986–1989)
De oorspronkelijke bezetting van Miles Hunt (wiens oom Bill Hunt toetsenist was bij ELO en Wizzard) op zang en gitaar, Malcolm Treece op gitaar en zang, bassist Rob 'The Bass Thing' Jones (overleden in juli 1993) en Martin Gilks (overleden in april 2006) op drums groeide uit de samenwerking van Hunt en Treece met toekomstige leden van Pop Will Eat Itself in de band From Eden met Hunt op drums.
The Wonder Stuff werd opgericht op 19 maart 1986 (hun naam zou naar verluidt afkomstig zijn van een opmerking van John Lennon over een zeer jonge Hunt) en in september van dat jaar nam ze de in eigen beheer gefinancierde debuut-ep A Wonderful Day op. Nadat ze het management hadden gevonden bij de promotor Les Johnson uit Birmingham en in 1987 een contract bij Polydor Records hadden getekend voor £ 80.000, bracht de band een reeks singles uit, waaronder Unbearable, Give Give Give, Me More More More, A Wish Away en It's Yer Money I'm After Baby (hun eerste Top 40-inzending) die te horen was op hun debuutalbum The Eight Legged Groove Machine, dat in augustus 1988 werd uitgebracht. Dit ging vooraf aan een eerste headliner van de negentien dagen durende nationale tournee Groovers on Manoeuvres. De niet-album single Who Wants to Be the Disco King? werd uitgebracht in maart 1989 en werd gevolgd door tournees en optredens door het Verenigd Koninkrijk, Europa en de Verenigde Staten en optredens op de festivals van Reading en Glastonbury.
Melody Maker maakte van The Eight Legged Grove Machine een van hun albums van het jaar in 1988.

### Hup(1989–1990)
Don't Let Me Down Gently met zijn gelikte, in Amerika opgenomen video werd de eerste Top-20-hit van Wonder Stuff in september 1989, waarmee het uitbrengen van het tweede album Hup in oktober werd aangekondigd. Met het album kwam de introductie van het nieuwe bandlid Martin Bell, een multi-instrumentalist die viool en banjo bijdroeg, met name op Golden Green (de tweede single van het album), Unfaithful en Cartoon Boyfriend. Verschillende shows tijdens de tournee van de band in 1989 bevatten mede de Black Country-acts Ned's Atomic Dustbin en The Sandkings als openingsacts.
Jones verliet de band in december 1989 en verhuisde naar de Verenigde Staten.
De single Circlesquare werd kort daarna uitgebracht, net voordat Paul Clifford Jones verving op de bas in het voorjaar van 1990. Dit leidde medio 1990 tot een reeks live-uitjes voor de vernieuwde bezetting.
Met slechts een enkele publicatie in 1990 en nog geen album klaar, bracht de band Eleven Appalling Promos uit, een verzameling videopromo's met homevideobeelden waarop Hunt, Treece en Gilks hun (meestal kritische) commentaar gaven tussen elk nummer. In december vierde de band hun Brit Award-nominatie door een uitnodiging af te wijzen voor de prijsuitreiking in de Wembley Arena om te spelen op de Minsthorpe High School in South Elmsall als reactie op de brief van een fan: een coverversie van John Lennons Gimme Some Truth, opgenomen op de show, werd toegevoegd op de Caught in My Shadow single.

### Never Loved Elvisen chartsucces (1990–1992)
De opnamen voor een derde album werden eind 1990 gestart en begin het volgende jaar voltooid. De eerste single van het nieuwe album was The Size of a Cow. Uitgebracht in maart 1991 werd het de eerste Top-10-hit van de band, het bereikte nummer 5 (en werd genomineerd voor een Brit Award voor zijn video). Het werd snel gevolgd door Caught in My Shadow in mei, vóór het uitbrengen van het album Never Loved Elvis in mei 1991
Na het uitbrengen van het album gaf de band een eerste headliner-stadionshow in het Walsall's Bescot Stadium, waar 18.000 fans op af kwamen, voordat ze aan een wereldtournee begonnen door het Verenigd Koninkrijk, Europa en de Verenigde Staten. Voor de tournee werd de band versterkt door toetsenist Peter Whittaker.
Net na de derde single Sleep Alone van het album in september, scoorde de band een commercieel succes, toen ze in 1991 Dizzy van Tommy Roe met Vic Reeves coverden en in november twee weken de top van de Britse singlehitlijst bereikten. De band bleef toeren tot in 1992. Ze brachten in februari de single Welcome to the Cheap Seats uit, wat ook de titel was van hun video-rockumentary, die dat voorjaar werd uitgebracht na achttien maanden filmen onderweg met de band.
Het toeren ging door in de tweede helft van het jaar, met meer data in de Verenigde Staten (zowel als headliners en als ondersteuning voor Siouxsie and the Banshees), ondersteund bij een optreden in Late Night with David Letterman met het uitvoeren van Welcome to the Cheap Seats. Een verdere Britse tournee werd aangevuld met een headliner slot op het Reading Festival in 1992.

### Construction for the Modern Idiot(1993–1994)
Na een voorvertoning van hun nieuwe materiaal op een paar Europese zomerfestivals, werd in september 1993 de nieuwe single On the Ropes uitgebracht, gevolgd door het album Construction for the Modern Idiot in oktober 1993. De single Full of Life (Happy Now) kwam net voor Kerstmis uit, terwijl de band door Europa toerde voordat ze in februari 1994 naar de Verenigde Staten gingen. De derde single Hot Love Now werd tijdig uitgebracht voor de Britse tournee in maart en tegen de tijd dat de tournee - genaamd 'Idiot Manoeuvres' - ten einde liep, was het de langste in de geschiedenis van de band met achtenzeventig data sinds het uitbrengen van het album.

### Ontbinding en soloprojecten (1994-2000)
Een geplande tournee door het Verre Oosten en Australië in mei ging niet door. De band maakte op dit moment geen openbare aankondiging, maar in juni werd een splitsing aangekondigd in een fanclub-nieuwsbrief.
The Wonder Stuff voerde de laatste gecontracteerde show uit op 15 juli 1994 als headliners op het Phoenix Festival in de buurt van Stratford-on-Avon voor een publiek van 30.000. In september werd de 18-nummerige compilatie If The Beatles Had Read Hunter...The Singles, een heruitgave van de single Unbearable en een video van hun afscheidsoptreden vanaf juli uitgebracht. Het album Live in Manchester (opgenomen in december 1991) werd uitgebracht in juli 1995.
Tijdens een onderbreking tussen 1994 en 2000 was Hunt betrokken bij verschillende projecten. Hij presenteerde de 120 Minutes-show van MTV Europe. Vervolgens formeerde hij de band Vent 414 met ex-Senseless Things-bassist Morgan Nicholls en later The Clash, Eat en Wonder Stuff-drummer Peter Howard. Ze brachten een titelloos debuutalbum uit in oktober 1996, maar werden al snel gedropt door Polydor voorafgaand aan het uitbrengen van het tweede album. Hunt begon te toeren als soloartiest, reisde naar de Verenigde Staten met Malc Treece en bracht twee albums uit: Miles Across America, een album met nieuw materiaal, Wonder Stuff-nummers en Vent 414-materiaal, allemaal herbewerkt voor de akoestische gitaar, en het live akoestische album By the Time I Got to Jersey (1998). Het volledige studioalbum Hairy on the Inside (opnieuw met Treece en een ander Wonder Stuff-lid Martin Bell) werd uitgebracht in april 1999, gevolgd door The Miles Hunt Club in april 2002.
Ondertussen formeerden Treece, Clifford en Gilks We Know Where You Live (oorspronkelijk getiteld WeKnowWhereYouLive), met Ange Dolittle van Eat. Ze traden uitgebreid op gedurende 1995 en 1996 en brachten twee ep's uit voordat ze uit elkaar gingen.

### Reformatie enEscape from Rubbish Island(2000-2005)
Hunt, Treece, Gilks, Bell en Whittaker, samen met nieuwe bassist Stuart Quinell, hervormden voor een eenmalig concert in het Londense Forum in december 2000. Dit werden al snel vijf uitverkochte avonden, voorafgegaan door twee avonden met shows in JB's in Dudley (de site van hun debuutoptreden). De vorige vier studioalbums van de band werden opnieuw uitgebracht met bonusnummers en een compilatie van B-kantjes, demo's en livenummers. Love Bites & Bruises werd in november uitgebracht.
Meer live-optredens gingen door in 2001 met het uitbrengen van het livealbum Cursed with Insincerity in juni en meer concerten in 2002. De dvd-publicatie Construction for the Modern Vidiot in mei 2003 bevatte hoogtepunten van de shows van 2000 tot 2002. Een verdere tournee werd aangekondigd in december 2003.
Begin 2004 werd Hunt geïnformeerd dat Gilks en Bell niet langer met hem zouden werken en dus waren The Wonder Stuff (in de ogen van Gilks en Bell) ter ziele. Als gevolg hiervan kregen Quinell en Whittaker te horen dat de band uit elkaar was en begon Hunt aan een nieuwe plaat te werken met Mark McCarthy (ex-Radical Dance Faction) en Luke Johnson (ex-Amen en zoon van de eenmalige Wonder Stuff-manager Les johnson). Sessies voor deze nieuwe soloplaat werden later vergezeld door Malc Treece. Het resultaat hiervan was het eerste nieuwe album Escape from Rubbish Island van The Wonder Stuff in meer dan tien jaar, dat in september 2004 werd uitgebracht met de singles Better Get Ready for a Fist Fight en het titelnummer. Andres Karu (die eerder met Miles had gewerkt als onderdeel van The Miles Hunt Club) verving Luke Johnson op drums. De band toerde in 2004 en 2005 door het Verenigd Koninkrijk en de Verenigde Staten en werd in maart 2005 vergezeld door violiste Erica Nockalls.

### Suspended by Starsen jubileumtournees (2006-2011)
Deze bezetting ging door in 2006 voor het uitbrengen van hun nieuwe album Suspended by Stars in maart en de single Blah Blah La Di Dah, beschikbaar als download. De band toerde in maart 2006 ter ondersteuning van de plaat en ter gelegenheid van hun twintigste verjaardag.
In april 2006 kwam de oorspronkelijke Wonder Stuff-drummer Martin Gilks om het leven bij een motorongeluk in Londen. Een album met de demo-opnamen en livenummers van We Know Where You Live werd uitgebracht in december 2006, waarbij alle winst op verzoek van de ouders van Gilk aan een liefdadigheidsinstelling werd geschonken. In 2006 werden de akoestische shows van Miles Hunt opgenomen op het livealbum Interloper, dat in oktober 2006 werd uitgebracht. De band sloot het jaar af door opnieuw door het Verenigd Koninkrijk te toeren en op 8 december hun laatste show van het jaar op te voeren in het Shepherd's Bush Empire.
Hierna ging de band op pauze vanwege het stichten van een gezin door Treece. Hunt bracht het soloalbum Not an Exit uit in 2007, met Nockalls en Karu. Hunt toerde tweemaal door het Verenigd Koninkrijk en later in het jaar door de Verenigde Staten. Voordat hij het album opnam, verwachtte hij dat de band ergens in de loop van het jaar aan hun eigen album zou werken.
In 2008 sloten de Wonder Stuff een deal met de Carling Academy Group, waar de band hun eerste twee studioalbums The Eight Legged Groove Machine en Hup volledig zou spelen in de loop van verschillende shows. Hunt en Treece hadden vertrouwen in het vooruitzicht, terwijl de andere leden van de band die niet op beide albums speelden, een grote werklast voor de boeg hadden. Hunt kwam op het idee om de band beide albums opnieuw op te laten nemen, die later werden uitgebracht als The Eight Legged Groove Machine: 20th Anniversary Edition (2008) en Hup: 21st Anniversary Edition (2010). Tussen de twee publicaties door brachten Hunt en Nockalls begin 2009 het album Catching More Than We Miss uit.
Karu verliet de band eind 2010 om zich te concentreren op zijn carrière als cameraman. Hij werd gedwongen om verschillende kansen in de Verenigde Staten af te wijzen terwijl hij met de band door het Verenigd Koninkrijk toerde. Omdat Hunt in South Shropshire woonde, zag hij Fuzz Townshend van Pop Will Eat Itself vaak in lokale pubs. Hunt vroeg hem of hij wilde drummen voor de Wonder Stuff, waar hij mee instemde. In 2011 toerde de band door het Verenigd Koninkrijk om de 20ste verjaardag van hun derde studioalbum Never Loved Elvis (1991) te vieren. Voordat de shows plaatsvonden, verliet Treece de band na een ruzie tussen hem en Hunt. Hunts grootste zorg met Treece was te wijten aan het feit dat hij geen enkele moeite deed om potentiële nieuwe songideeën te schrijven. Jerry DeBorg van Jesus Jones nam diens functieover.

### Oh No It's... The Wonder Stuff to Better Being Lucky(2012-heden)
Hunt en Townshend hadden allebei thuisstudio's, de eerste was gericht op programmering en rockinstrumenten, terwijl de laatste zich richtte op het opnemen van drums. Het paar was van plan om drums op te nemen bij Townshend en andere instrumenten en zang bij Hunt. Omdat ze geen nieuw materiaal tot hun beschikking hadden, kozen ze ervoor om het coveralbum From the Midlands with Love te maken van artiesten uit de Midlands. De cover-opnamen werden tussen april en november 2012 in drie delen uitgebracht. Het project gaf Hunt en Townshend veel ervaring als het ging om thuis opnemen. Hunt was onvermurwbaar over het produceren van het volgende album van de band. Oh No It's... The Wonder Stuff werd opgenomen in The Wain House en The Beeches in South Shropshire, met Hunt als producent. De band toerde ook door het Verenigd Koninkrijk in april 2013, met zomershows en een reeks shows in het Verenigd Koninkrijk in december 2013.
In december 2013 werd het nummer A Wish Away van de band gebruikt in een tv-commercial voor het vakantiebedrijf Hoseasons.
Na een succesvolle Australische tournee begin 2014 verliet drummer Fuzz Townshend de band om zich te concentreren op zijn werk met The Beat. In mei 2014 kondigde de band een nieuwe bezetting aan met Hunt, Nockalls en McCarthy, samen met Dan Donnelly op gitaar en Tony Arthy, die afscheid had genomen van Jesus Jones, op drums. Arthy had eerder met Hunt gewerkt in een eerdere, maar niet eerder uitgebrachte incarnatie van The Miles Hunt Club in 2001.
In maart 2016 werd het door PledgeMusic gefinancierde album 30 Goes Around the Sun uitgebracht om het 30-jarig jubileum van de allereerste repetitie van de band in het hart van The Black Country te vieren. Dit viel samen met een Britse tournee in maart en april. Dit album werd hun eerste studio-publicatie in de Top 40 sinds 1994.
In 2019 kondigde de band een nieuwe bezetting aan, met oprichter Malc Treece die terugkeerde op gitaar ter vervanging van Donnelly, Pete Howard van The Clash ter vervanging van Arthy op drums en Mark Thwaite ter vervanging van McCarthy op bas. Na een korte tournee aan het begin van het jaar, kondigde de band aan dat ze tegen het einde van 2019 het album Better Being Lucky zouden uitbrengen, dat zou worden gevolgd door een tournee, waarbij de band The Eight Legged Groove Machine en Hup-albums voluit zou spelen naast andere nummers uit hun oude catalogus en het nieuwe album. Thwaite stapte over op gitaar en Tim Sewell nam de bastaken over.

## Discografie
- 1989: Hup
- 1991: Never Loved Elvis
- 1993: Construction for the Modern Idiot
- 1994: If the Beatles Had Read Hunter ... The Singles (compilatie)
- 1995: Live in Manchester (live)
- 2000: Love Bites and Bruises (compilatie)
- 2001: Cursed with Insincerity (live)
- 2004: Escape from Rubbish Island
- 2006: Suspended by Stars
- 2007: Live at the BBC
- 2010: Hup – 21st Anniversary Edition
- 2016: 30 Goes Around the Sun